# باول راندال
باول راندال (بالإنجليزية: Paul Randall)‏ (16 فبراير 1958 بليفربول في المملكة المتحدة - ) هو لاعب كرة قدم بريطاني في مركز الهجوم. لعب مع ستوك سيتي ونادي بريستول روفيرز ويوفل تاون ونادي باث سيتي وClevedon Town F.C. ‏ وفروم تاون ‏ وGlastonbury F.C. ‏ ونادي ويموث وWelton Rovers F.C. ‏ وWells City F.C. ‏ وStreet F.C. ‏.

## وصلات خارجية
- باول راندال على موقع قاعدة بيانات كرة القدم.إي يو (الإنجليزية)